# Кросак
Кросак (фр. Crossac) насеље је и општина у западној Француској у региону Лоара, у департману Атлантска Лоара која припада префектури Сен Назер.
По подацима из 2011. године у општини је живело 2773 становника, а густина насељености је износила 107,27 становника/km². Општина се простире на површини од 25,85 km². Налази се на средњој надморској висини од 10 метара (максималној 22 m, а минималној 0 m).

## Демографија
| 1962. | 1968. | 1975. | 1982. | 1990. | 1999. | 2011. |
| ----- | ----- | ----- | ----- | ----- | ----- | ----- |
| 1.517 | 1.558 | 1.658 | 2.067 | 2.277 | 2.136 | 2.773 |

График промене броја становника у току последњих година